# Grzegorz Karnas

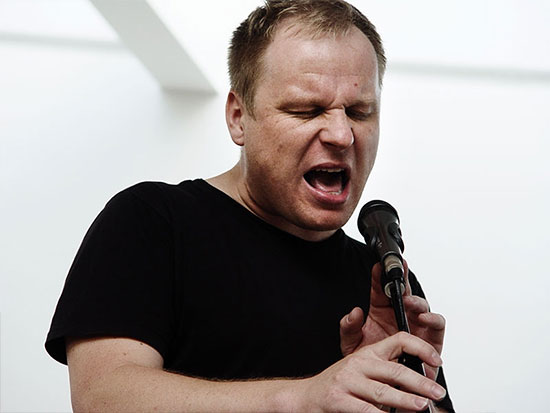
Grzegorz Karnas (2014)

Grzegorz Karnas (sinh năm 1972 tại Wodzisław Śląski) là một ca sĩ, nhà ngôn ngữ học, blogger và nhiếp ảnh gia người Ba Lan.

## Sự nghiệp âm nhạc
Thời học trung học, Grzegorz Karnas hoàn thành một năm học guitar cổ điển tại một trường âm nhạc ở Rybnik. Ngoài ra, Karnas còn dành 8 năm nghiên cứu các ngôn ngữ nước ngoài, văn học và văn hóa Pháp, Anh và Ả Rập tại nhiều trường khác nhau như Đại học Nicolaus Copernicus ở Toruń, Cao đẳng Sư phạm Tiếng Anh ở Cieszyn và Đại học Jagiellonia ở Kraków. Karnas theo học tại Học viện Âm nhạc ở Katowice vào năm 1998, và trong cùng năm, anh giành được giải nhất tại Cuộc gặp gỡ các ca sĩ nhạc Jazz quốc tế tại Zamość.
Vào mùa hè năm 2004, Grzegorz Karnas tự sản xuất và ra mắt của dự án solo "Sny / Dreams of a Ninth Floor" (DeBies). Karnas quảng cáo dự án âm nhạc này tại nhiều buổi hòa nhạc và lễ hội ở Ba Lan, Slovakia, Cộng hòa Séc, Đức và Romania. Năm 2006, anh giành được giải nhất tại cuộc thi Ca sĩ nhạc Jazz trẻ Bruxelles. Vào tháng 8 năm 2007, anh tiếp tục chiến thắng trong cuộc thi Giọng ca Jazz Crest được tổ chức hàng năm ở miền đông nam nước Pháp. Năm 2017, Karnas phát hành album trực tiếp mang tên Power Kiss.

## Giải thưởng
- Giải nhất tại cuộc thi Ca sĩ nhạc Jazz trẻ Bruxelles, Bỉ, 2006.[4]
- Giải nhất tại cuộc thi Giọng ca Jazz Crest, Pháp, 2007.[5]
- Giải nhất tại cuộc thi Pink Lady Food Photographer Of The Year, London, Anh Quốc, 2018.[6]